# William Pery (4e comte de Limerick)
William Henry Edmund de Vere Sheaffe (16 septembre 1863 – 18 mars 1929) est un pair irlandais et un officier de l'armée britannique .

## Biographie
Il est le seul enfant de William Pery (3e comte de Limerick) et de sa première épouse, Caroline Gray. Il fait ses études au Collège d'Eton.
À la sortie de l'école, il s'enrôle comme officier dans l'armée et sert dans la Brigade des fusiliers comme lieutenant entre 1884 et 1890. Il rejoint ensuite le 5e bataillon, Royal Munster Fusiliers, où il est promu capitaine. Il est ensuite nommé major honoraire dans le même régiment. À la mort de son père en 1896, il devient le comte de Limerick. Il occupe le poste de sous-lieutenant pour le comté de Limerick .
Il épouse May Imelda Josephine Irwin en 1890, avec qui il a trois enfants 
- Imelda Sybil Pery (10 novembre 1891-12 novembre 1891)
- Victoria May Pery (4 mai 1893-27 déc 1918)
- Edmond William Claude Gerard de Vere Pery (14 octobre 1894-18 mai 1918) [3]

Comme ses enfants sont morts avant lui, son demi-frère, Edmund Pery (5e comte de Limerick), lui succède comme comte .